# Ali Coulibaly
Pour les articles homonymes, voir Coulibaly.
Ali Coulibaly était un roi du royaume bambara de Ségou. Son court règne dura deux semaines.

## Biographie
Fils de Biton Coulibaly et frère de Dinkoro Coulibaly, il succède à celui-ci en 1757 après son assassinat. Musulman, il tente de convertir les Bambaras mais il est assassiné pour avoir voulu interdire les cultes animistes et la consommation de dolo, une bière de Mil. Sa mort marque le début d’une succession de rois nommés et détrônés par les « tondjons », armée de métier constituée par Biton Coulibaly. Après sa mort c'est la fin de la dynastie des Bitonsi.